# Tadżycka Socjalistyczna Republika Radziecka
Tadżycka Socjalistyczna Republika Radziecka, Tadżycka SRR, radziecki Tadżykistan (ros. Таджикская Советская Социалистическая Республика, tadż. Республикаи Советии Социалистии Тоҷикистон) – jedna z republik związkowych ZSRR, istniejąca od 1929 do 1991 roku.
Tadżycka SRR powstała 5 grudnia 1929 r. jako pełnoprawna republika rad i następczyni Turkiestańskiej Autonomicznej Socjalistycznej Republiki Radzieckiej. Formalna zmiana nazwy weszła w życie w 1936 roku. Pozostała w składzie Związku Radzieckiego do 26 grudnia 1991 r., kiedy uzyskała niepodległość jako Republika Tadżykistanu.

## Historia
W następstwie zwycięstwa rewolucji październikowej 1918 r., terytorium kraju weszło w skład Turkiestańskiej Autonomicznej Socjalistycznej Republiki Radzieckiej jako część Rosyjskiej Federacyjnej Socjalistycznej Republiki Radzieckiej, formalnej poprzedniczki ZSRR.
14 października 1924 r. powstała Tadżycka Autonomiczna Socjalistyczna Republika Radziecka, znajdująca się w obrębie Uzbeckiej Socjalistycznej Republiki Radzieckiej.
Od 2 stycznia 1925 r. w ramach Tadżyckiej ASRR, a potem Tadżyckiej SRR istniał Gorno-Badachszański Obwód Autonomiczny.
W momencie utworzenia TSRR w grudniu 1929, jej stolica, Duszanbe, nosiła nazwę Stalinabad na cześć Józefa Stalina. Po jego śmierci, w ramach destalinizacji przeprowadzonej przez KPZR pod przewodnictwem Nikity Chruszczowa przywrócono oryginalną nazwę.

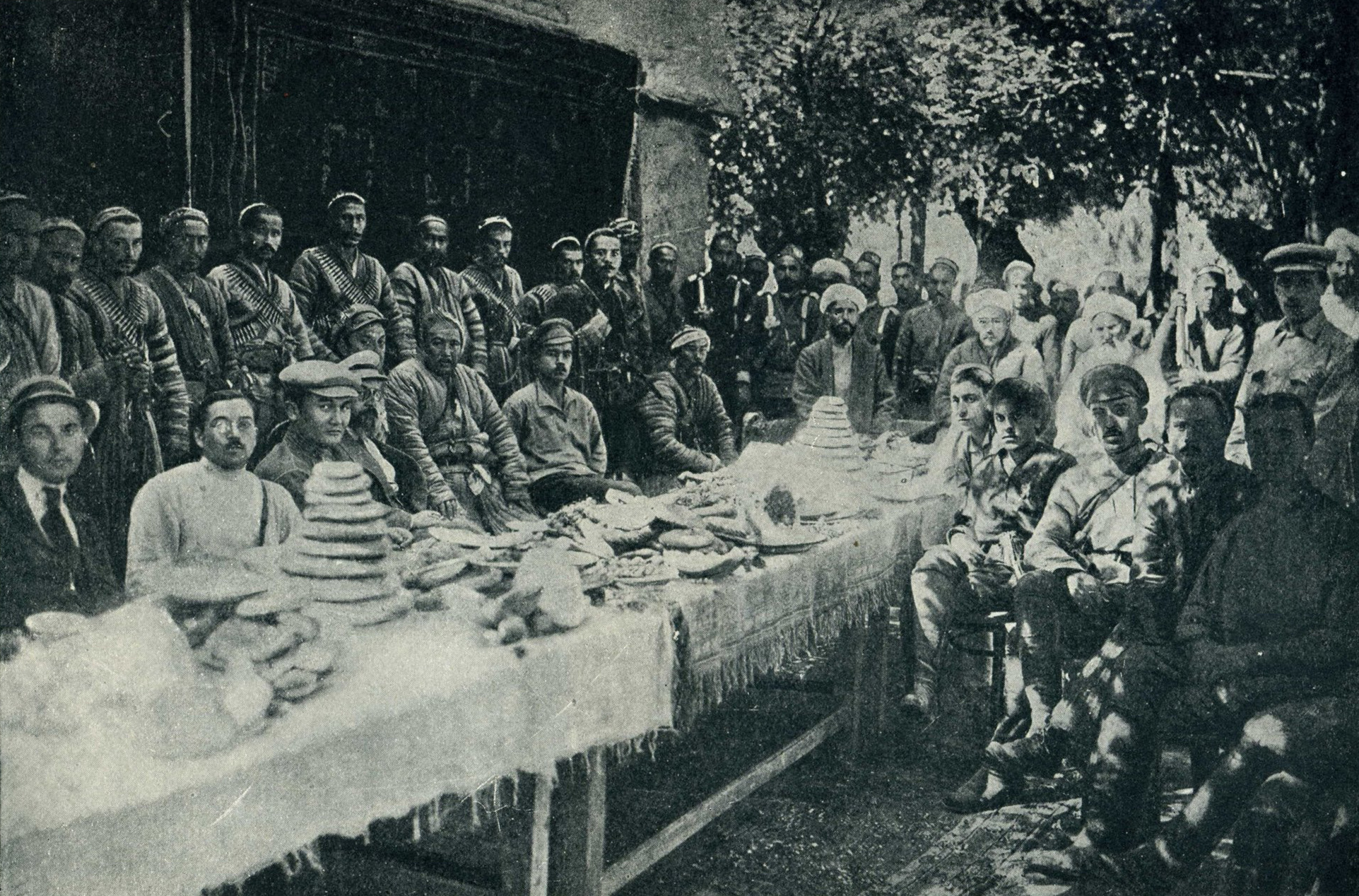
Negocjacje władz radzieckich z basmaczami

### Kolektywizacja
Ogólnoradziecka polityka kolektywizacji rolnictwa była implementowana w Tadżyckiej SRR w latach 20. i 30. Walka z chłopstwem feudalno-klanowym nasiliła się po śmierci Lenina i objęciu władzy przez Józefa Stalina. Celem starań było zwiększenie produkcji bawełny w republice. Aby to osiągnąć, władze przeprowadziły projekty irygacyjne i masowe przesiedlenia mieszkańców terenów górskich. Sprzeciw lokalnej społeczności objawił się w postaci wsparcia dla basmactwa, nacjonalistyczno-religijnego ruchu oporu wobec reform porewolucyjnej władzy.

## Geografia
Republika tadżycka graniczyła z Afganistanem od południa, Uzbecką SRR od zachodu, Kirgiską SRR od północy i Chinami od wschodu. Część granicy z Afganistanem stanowił tzw. Korytarz Wachański, oddzielający TSRR od Pakistanu.
Polityka gospodarcza, narzucona odgórnie przez plany gospodarcze ZSRR, wymusiła transformację szlaków wodnych w celu doprowadzenia irygacji do ustanowionych na suchych, pustynnych terenach pól uprawy bawełny. W latach 80. XX wieku około 90% zasobów słodkiej wody TSRR zużywano na potrzeby rolnictwa. Źle zaprojektowane kanały irygacyjne przyczyniły się do zanieczyszczenia i ostatecznego wyschnięcia znajdującego się w sąsiadującej Uzbeckiej SRR Jeziora Aralskiego.

## Polityka
Tadżycka Socjalistyczna Republika Radziecka wchodziła w skład Związku Radzieckiego jako jedna z piętnastu (w momencie rozpadu ZSRR) republik. W Tadżyckiej SRR oficjalnie obowiązywał system nierównego trójpodziału władzy, z Najwyższą Radą, jednoizbowym organem ustawodawczym z siedzibą w Duszanbe na czele, i władzą sądowniczą oraz wykonawczą w tle. W rzeczywistości, jak w całym ZSRR, system polityczny TSRR był przesiąknięty wpływami Komunistycznej Partii Związku Radzieckiego.